# Lucette Descaves
Lucette Descaves (* 1. April 1906 in Paris; † 15. April 1993 in Boulogne-Billancourt) war eine französische Pianistin.

## Leben
Lucette Descaves war Schülerin von Marguerite Long und studierte am Pariser Konservatorium bei Yves Nat. Dort gewann sie 1923 den ersten Preis im Fach Klavier. Sie galt als Spezialistin für zeitgenössische Musik. 1932 führte sie unter Anleitung des Komponisten Sergei Prokofjews Drittes Klavierkonzert auf. Weiterhin spielte sie die Uraufführungen von André Jolivets Danses rituelles und seines Klavierkonzertes. Vor allem mit dem Klavierkonzert, das sie mehr als einhundertmal aufführte, ist ihr Name verbunden. Dieses Konzert hat Lucette Descaves auch auf Schallplatte mit dem Orchestre du Théâtre des Champs-Elysées unter Ernest Bour im Jahre 1954 eingespielt.
Von 1947 bis 1976 unterrichtete sie Klavier am Pariser Konservatorium. Zu ihren zahlreichen Schülern zählten Brigitte Engerer, Bruno Rigutto, Katia und Marielle Labèque, Jean-Yves Thibaudet, Géry Moutier, Caroline Assier, Jean-Claude Pennetier, Jacques Boisgallais und Georges Pludermacher. 1966 veröffentlichte sie das Buch Un nouvel art du piano : exposés et documentation de pédagogie pianistique.